# Бертонов, Евсей Лейбович
Евсей Львович (Лейбович) Бертонов (Иегошуа-Зеев Бертонов; 5 апреля 1879, Вильна — 24 августа 1971, Тель-Авив) — российский и израильский актёр и режиссёр еврейского театра. Лауреат Премии Израиля (1959).
Родился в семье переплётчика Бер-Лейба (Берки-Лейба) Танхелевича Биртуна и Ханы-Фрумы Овсеевны (Вульфовны) Закон (1846—1906). У него был младший брат Хаим Лейбович Биртун (1884—1914). Семья жила в Антоколе. В Габиме с 1910-х годов, когда это ещё была любительская провинциальная театральная группа, режиссёр первого спектакля «Вечный странник» Осипа Дымова. Также актёр труппы П. Орленева. Как отмечают источники, был ведущим актёром ряда антрепризных спектаклей. Затем — режиссёр Еврейского театра в Минске.
В 1922 году приглашен Гутманом в Еврейскую народную драму (Театр-студия имени Шолом-Алейхема). Актёрские работы по произведениям Шолом-Алейхема. Работал с театральным режиссёром Давидом Гутманом и другими известными театральными деятелями, художником Б. Левиным, инсценировщиком А. Бадером.
С 1927 года — в Палестине.
Скончался 24 августа 1971 года. Похоронен на Южном кладбище в Холоне.
Дочь — танцовщица, хореограф и актриса Двора Бертонова, лауреат Премии Израиля (1991).

## Театральные работы

### Габима

#### Режиссерские работы
- Тартюф (1932)[6]
- Без вины виноватые (1941)[6]
- Женитьба (1945)[6]

#### Роли
- Тартюф — Тартюф
- Путешествие Вениамина Третьего — Сендерл-баба
- Без вины виноватые — Нил Стратоныч Дудукин

### Театр им. Шолом-Алейхема
- Ан Айнфал (Выдумка) — Тевье
- Бердичевский отель — хозяин отеля[3]

## Фильмография
«Сабра» («Цабар») 1933